# Centre national hospitalier universitaire de Bangui
Le Centre national hospitalier universitaire de Bangui (CNHUB) situé dans le 1er arrondissement de Bangui, constitue la première institution hospitalière de Centrafrique.

## Histoire
Fondé en 1952 avec l’appui de la coopération française, il devient hôpital général en 1958 puis Centre national hospitalier universitaire en 1982. Il est rénové par l’Agence Marocaine de Coopération Internationale (AMCI) en 2010. Entre 2013 et 2016, l’organisation Médecins sans frontières-France soutient le service de chirurgie d’urgence.